# 埃倫伯勒 (北卡羅萊納州)
埃倫伯勒（英語：Ellenboro）是一個位於美國北卡羅萊納州拉瑟福縣的城鎮。

## 人口
根據2020年美國人口普查的數據，埃倫伯勒的面積為3.28平方千米，皆為陸地。當地共有人口723人，而人口密度為每平方千米220人。